# Väätsa (plaats)
Väätsa (Duits: Waetz)  is een plaats in de Estlandse gemeente Türi, provincie Järvamaa. De plaats heeft de status van groter dorp of ‘vlek’ (Estisch: alevik).
Tot in oktober 2017 was Väätsa de hoofdplaats van de gemeente Väätsa. In die maand werd Väätsa bij de gemeente Türi gevoegd.

## Bevolking
De plaats had 558 inwoners op 31 december 2011 en 610 inwoners op 31 december 2021.

## Ligging
De rivier Lokuta, een zijrivier van de Lintsi, loopt door Väätsa. In Väätsa is het Ests fietsmuseum (Estisch: MTÜ Eesti Jalgrattamuuseum) gevestigd.

## Geschiedenis
Väätsa werd in 1564 voor het eerst genoemd onder de naam Wetze. In 1591 heette het dorp Tarrapä. Onder die naam gaf de Zweedse koning het dorp in dat jaar in leen aan Hans Burt. Een document uit 1621 maakte melding van een landgoed Tarrape, dat toebehoorde aan Magnus Neuroth. Op het landgoed lagen de dorpen Nehatt (dat niet meer bestaat) en Wartz. Het landgoed nam in de loop van de 17e eeuw de naam van Wartz aan; in 1694 heette het landgoed Hof Waetz. In 1796 heette het landgoed Waetz  en het dorp Wätsa.
De laatste eigenaar voor de onteigening door het onafhankelijk geworden Estland in 1919 was Karl Johann Anton von Seidlitz.
Het landhuis van Väätsa is gebouwd in de jaren 1796-1800, toen het landgoed in handen was van de familie von Baranoff. Sinds 1925 is het in gebruik als school. Het is ook beschikbaar als conferentie-oord. Diverse verbouwingen hebben afbreuk gedaan aan het originele uiterlijk van het gebouw, maar in de vroege 21e eeuw zijn veel veranderingen teruggedraaid. Ook enkele bijgebouwen zijn bewaard gebleven, waaronder een voormalige stal, die in gebruik is als hotel.
In 1977 kreeg Väätsa de status van vlek (alevik), maar een deel van het dorp ging naar het noordelijke buurdorp Väljataguse.

## Foto's

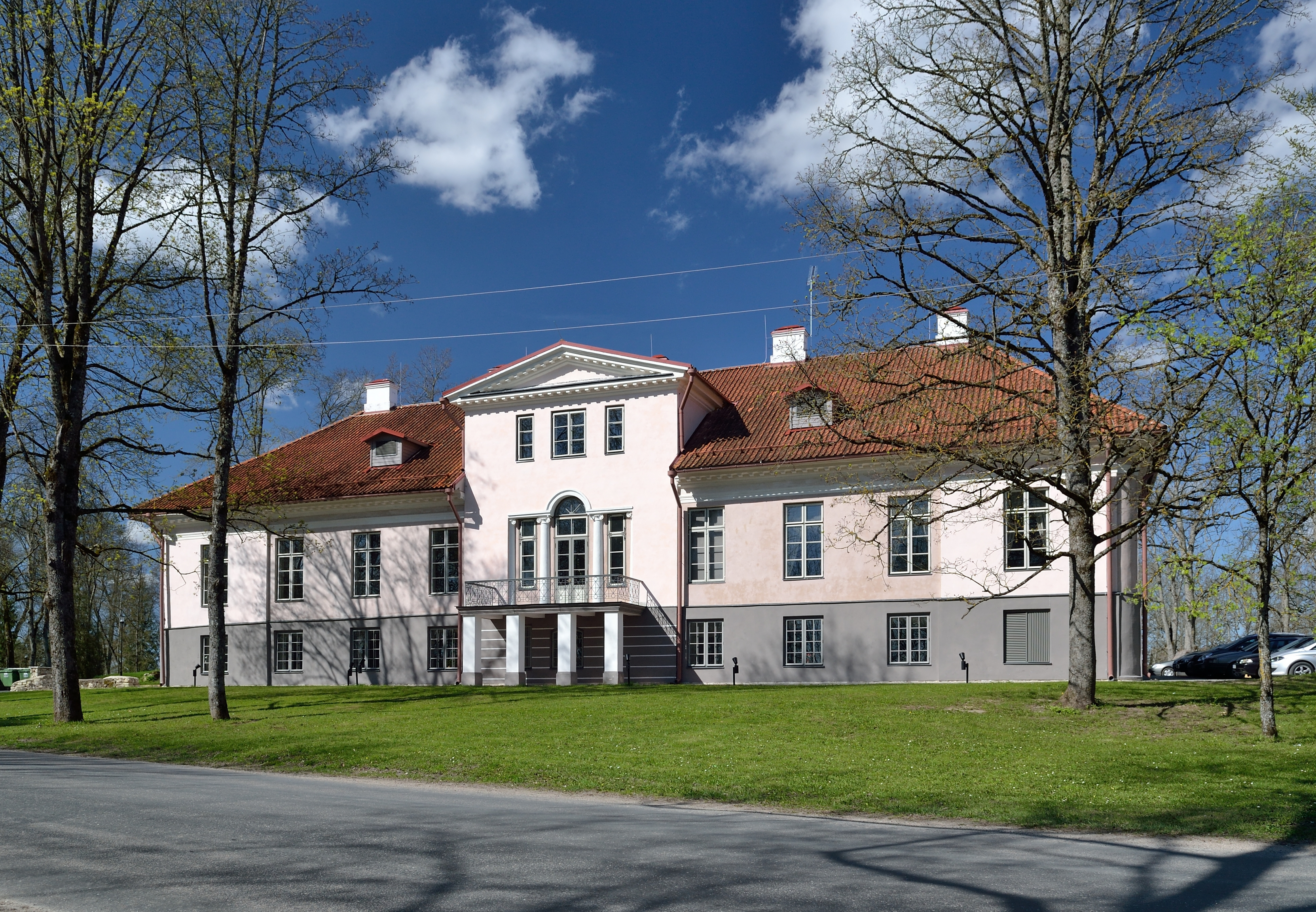
Het landhuis van Väätsa
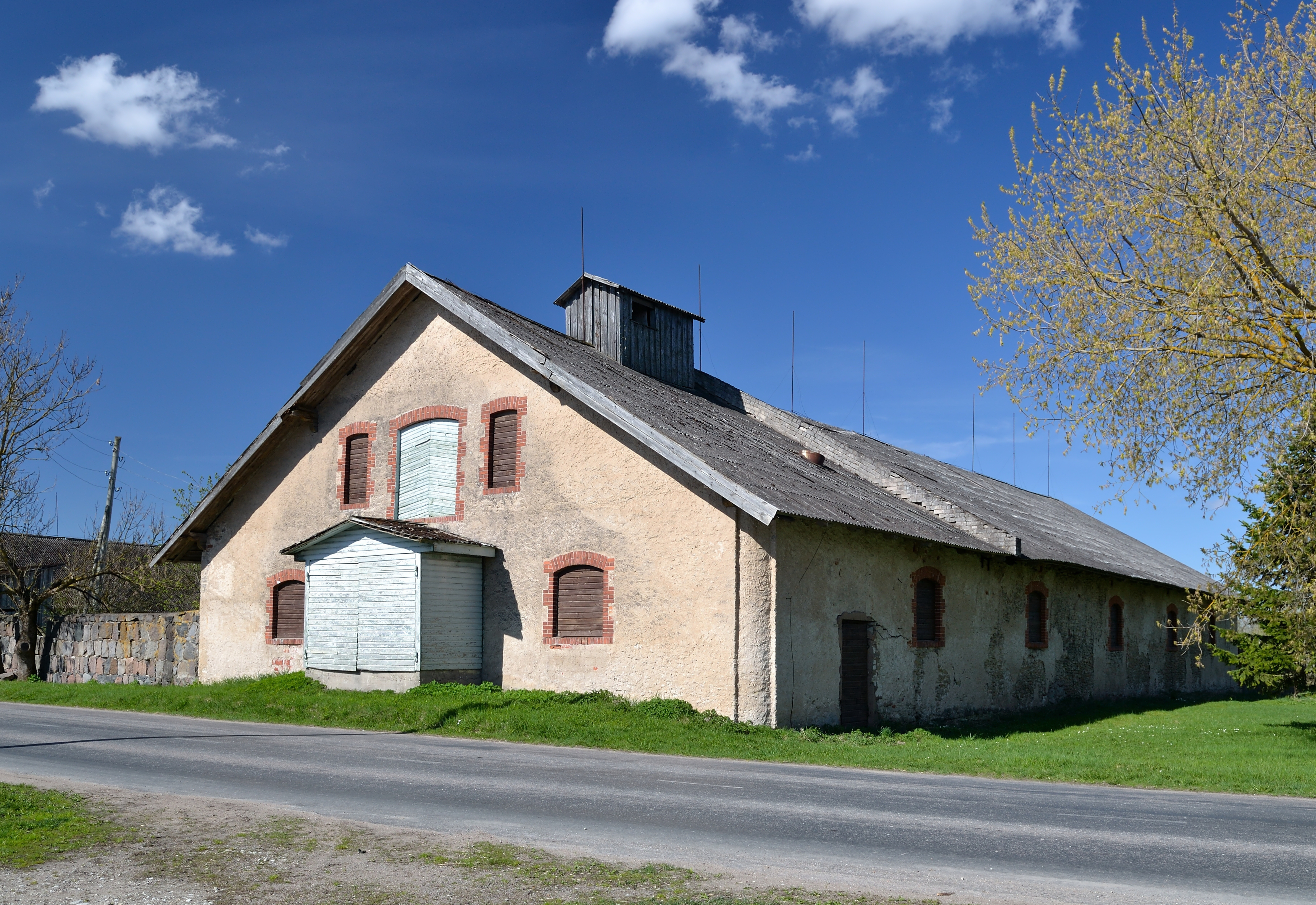
Stal
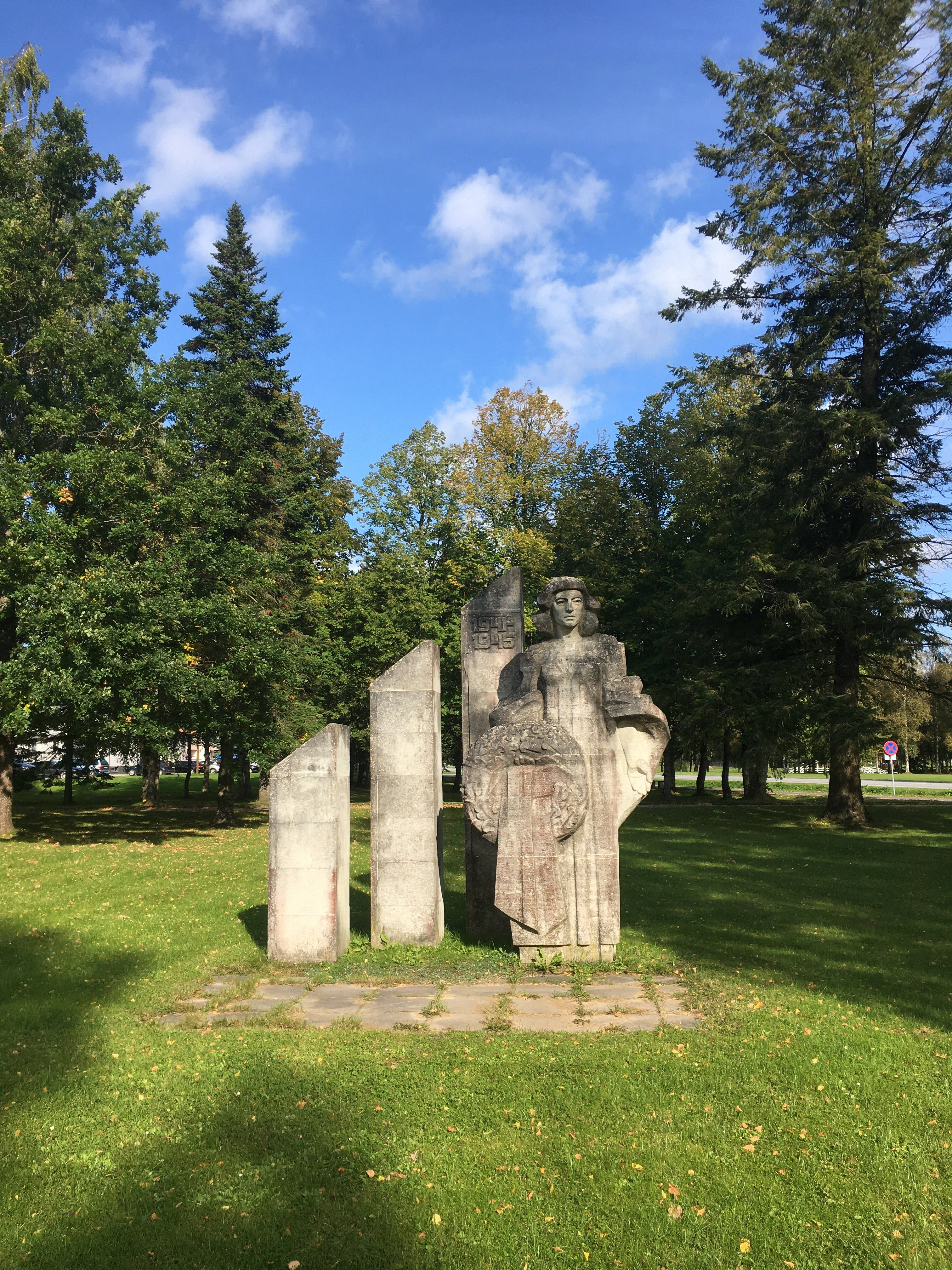
Monument ‘Rouwende moeder’ voor de slachtoffers van de Tweede Wereldoorlog